# D38 (hunebed)
Hunebed D38 ligt samen met hunebedden D39 en D40 op een open plek in het Valtherbos, iets ten noorden van Emmen in de Nederlandse provincie Drenthe. Het inmiddels verdwenen hunebed D39a lag hier vlakbij. D38 is de noordelijkste van de drie hunebedden.

## Bouw
Er resteren nog twee van de vijf dekstenen. De negen draagstenen en twee sluitstenen liggen bijna geheel onder het zand. De vorm van de dekheuvel is nog herkenbaar. De ingang lag op het zuidwesten.
Het hunebed is 8,0 meter lang en 3,0 meter breed.

## Geschiedenis
Het hunebed wordt toegeschreven aan de trechterbekercultuur.
Het hunebed wordt vermeld op de Hottingerkaart (1788-1792). Nicolaas Westendorp beschrijft de drie hunebedden in 1822.
In 1871 kocht de Staat der Nederlanden het hunebed van A. Aikes (cum suis) te Emmen.
Toen Van Giffen dit hunebed bezocht, was het al in verwaarloosde staat. Hij vermeldt: "Het hunebed is onvolledig en verkeert in een vervallen staat".
De kelderinhoud van dit hunebed is nooit wetenschappelijk onderzocht; het monument werd gerestaureerd in 1960.

## Society of Antiquaries[7]
In Engeland ontstond in de jaren zeventig van de 19e eeuw bezorgdheid over de wijze waarop in Nederland hunebedden werden gerestaureerd. In die kringen was men vooral bezorgd dat met de restauraties het oorspronkelijk beeld van de situatie verloren zou gaan. De directeur van de Society of Antiquaries in Londen verzocht de oudheidkundigen William Collings Lukis en sir Henry Dryden om de staat waarin de hunebedden zich op dat moment bevonden nauwkeurig vast te leggen. Zij bezochten in juli 1878 Drenthe en brachten veertig hunebedden op de Hondsrug in kaart. Ze hebben opmetingen verricht en beschreven de aangetroffen situatie, die zij tevens vastlegden in een serie aquarellen. Hun rapportage aan de Society of Antiquaries verscheen echter niet in druk. Hun materiaal werd bewaard bij de Society of Antiquaries, het Guernsey Museum & Art Gallery en het Drents Museum. Het Ashmolean Museum in Oxford bezit kopieën van hun werk. In 2015 publiceerde de Drentse archeoloog dr. Wijnand van der Sanden alsnog hun werk. Hij voorzag hun materiaal van een uitgebreide inleiding. Ook schetste hij de ontwikkelingen met betrekking tot het archeologisch onderzoek van de hunebedden na hun onderzoek tot 2015. Hij gaf als oordeel dat het werk van Lukis en Dryden van hoge kwaliteit was. In het Drents Museum was in 2015 een tentoonstelling over het werk.
Hunebed D38 is weergegeven op Plan XXXII: Lukis en Dryden bezochten het hunebed op 20 juli 1878. Lukis beschreef dat er drie hunebedden bij elkaar liggen op het Emmerveld. Dit hunebed heeft een dekheuvel met een diameter van ongeveer 15,5 meter en deze is ongeveer 60 cemtimeter hoog. Twee van de oorspronkelijk vier of vijf dekstenen is nog aanwezig. Ze liggen niet meer op de originele plek. Er zijn nog negen draagstenen aanwezig. De dekheuvel is recentelijk lager gemaakt. Lukis vond enkele kleine fragmenten van urnen op de heuvel, buiten de kamer, en een pijlpunt. Het hunebed is in eigendom van de staat.

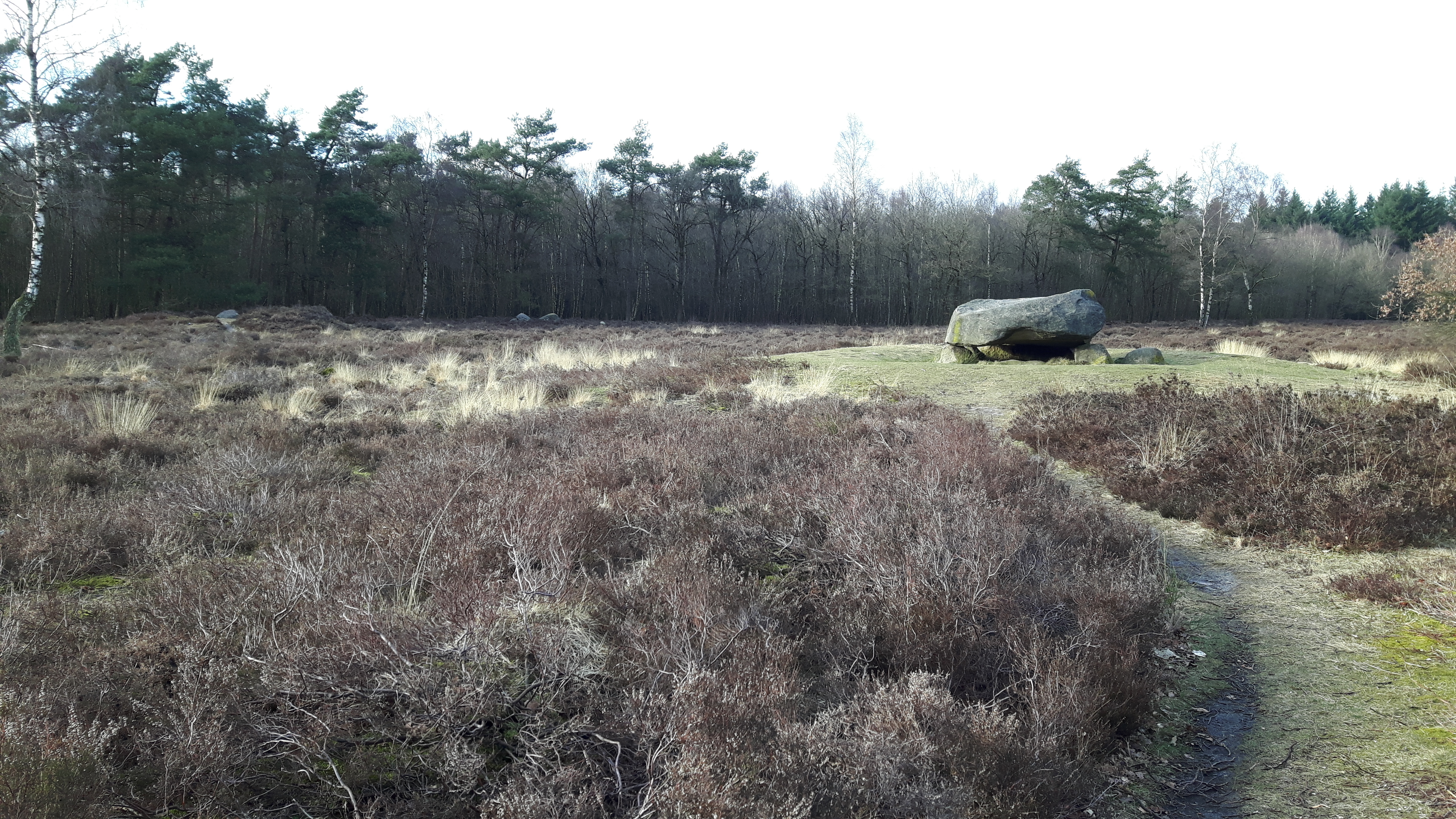
D38, D39 en D40
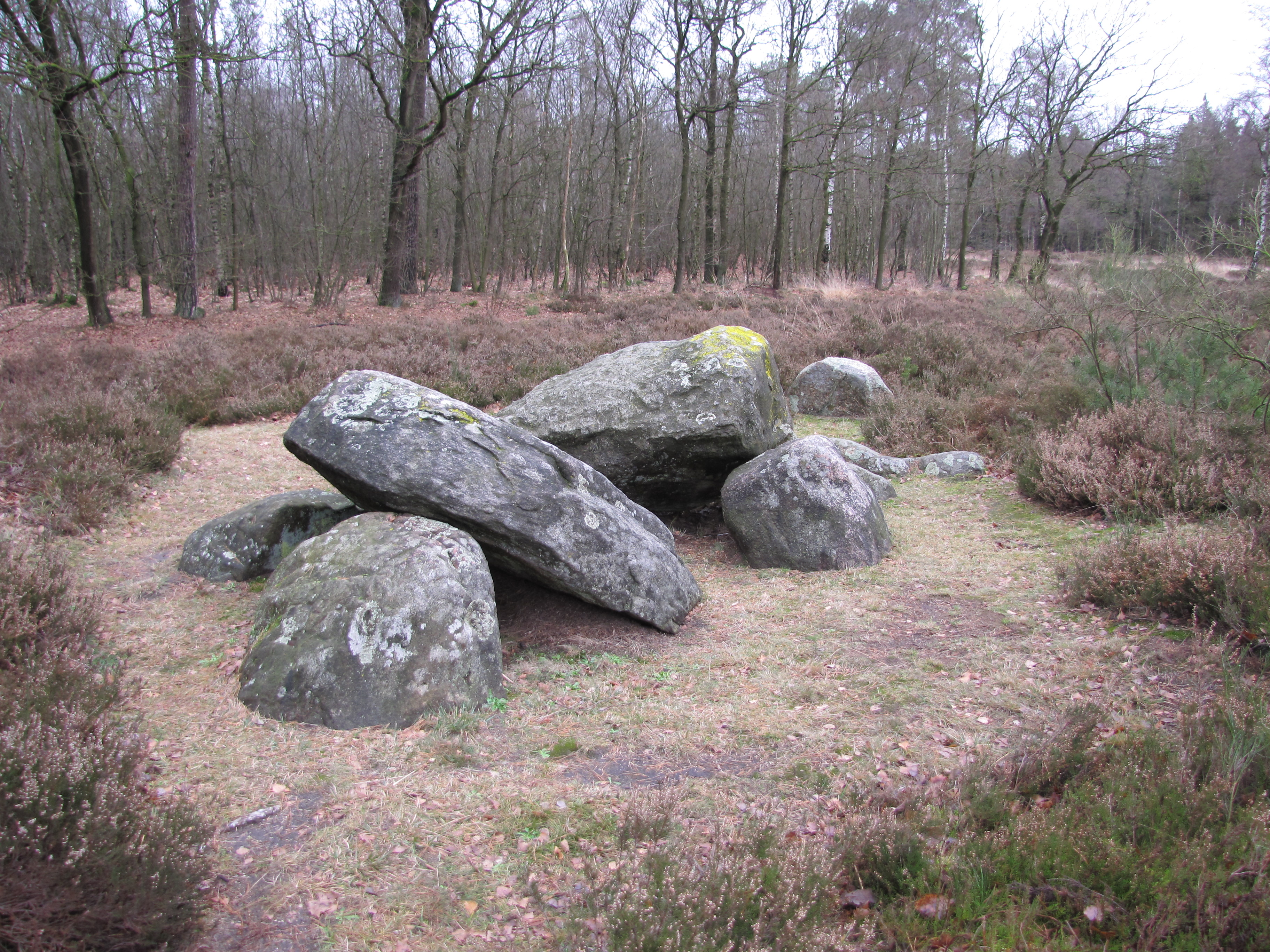
D38